# Where I Should Be
Where I Should Be is het zesde studioalbum van de Engelse singer-songwriter Peter Frampton. Het werd op 30 mei 1979 door Warner Bros. Records uitgebracht. Van het album Where I Should Be werden in de meer dan een half miljoen exemplaren verkocht. Het werd door de RIAA met goud onderscheiden. De twee singles, "Where I Should Be (Monkey's Song)" en "I Can't Stand No More", bereikten beide de top vijf van de Billboard Hot 100. Op het album speelden onder andere de groep Tower of Power en gitarist Steve Cropper mee.

## Achtergrond
In 1978 speelde Frampton samen met de Bee Gees in de weinig succesvolle filmversie van het Beatles-album Sgt. Pepper's Lonely Hearts Club Band. Hij speelde daarin de rol van Billy Shears. De soundtrack van deze film, waarop Frampton enkele nummers van The Beatles covert, bereikte de vijfde positie in de Billboard 200 Albums Charts. Van deze soundtrack werden in de Verenigde Staten meer dan een miljoen exemplaren verkocht en het werd door de RIAA met platinum onderscheiden.

## Tracklist
Alle muziek en teksten zijn geschreven door Peter Frampton, tenzij anders aangegeven. 
| 1.                 | I Can't Stand It No More                           | 4:14 |
| 2.                 | Got My Feet Back on the Ground (Frampton/Eckerman) | 3:57 |
| 3.                 | Where I Should Be (Monkey's Song)                  | 4:30 |
| 4.                 | Everything I Need (Frampton/Mayo)                  | 5:13 |
| 5.                 | May I Baby (Isaac Hayes/David Porter)              | 3:37 |
| 6.                 | You Don't Know Like I Know (by Hayes/Porter)       | 3:15 |
| 7.                 | She Don't Reply                                    | 3:39 |
| 8.                 | We've Just Begun (Frampton/Mayo)                   | 5:26 |
| 9.                 | Take Me by the Hand                                | 4:13 |
| 10.                | It's a Sad Affair                                  | 4:20 |
| Totale duur: 42:45 |                                                    |      |

## Bezetting
- Peter Frampton - gitaar, keyboard, zang
- Bob Mayo - keyboard
- Stanley Sheldon - basgitaar

#### Gastmuzikanten
- Steve Cropper - gitaar
- Donald Dunn - basgitaar
- Steve Forman - percussie
- Gary Mallaber - drums
- Jamie Oldaker - drums
- Eddie N. Watkins Jr. - basgitaar
- Tower of Power - blazers